# Pāvels Mihadjuks
Pāvels Mihadjuks (Liepāja, 27 maggio 1980) è un ex calciatore lettone, di ruolo centrocampista.

## Carriera

### Club
Ha cominciato la sua carriera nel Metalurgs Liepāja con cui collezionò quattro presenze in tre stagioni, quando era ancora Under-21. Passato in seconda serie con il RKB-Arma Rīga ottenne con il club l'immediata promozione in massima serie, dove giocò con maggiore continuità.
Nel 2004 si trasferì al Ditton, mentre dopo appena una stagione si trasferì al Rīga; con questo club segnò i primi gol in massima serie e rimase per tre stagioni e mezza. Nel corso del 2008, infatti, passò al Ventspils con cui vinse (sebbene con appena tre presenze) il campionato lettone.
Ad inizio 2009 giocò in Scozia con l'Inverness; in estate tornò al Ventspils, ma già ad inizio 2010 si trasferì nuovamente in Scozia, stavolta al Dundee Utd, con cui vinse una Coppa di Scozia.
Tornato definitivamente in patria, ritrovò la maglia del Metalurgs Liepāja con cui aveva iniziato la carriera e con la quale rimase fino al termine della stagione 2012. Dopo un'annata al Daugava Rīga e una mezza stagione al Jūrmala, nel 2014 si trasferì  al Liepāja, con cui l'anno dopo vinse il suo secondo campionato lettone.
Trasferitosi nel corso del 2016 allo Spartaks Jūrmala, vinse altri due campionati consecutivi.

### Nazionale
Ha collezionato presenze con le selezioni Under-18 e Under-21 della Lettonia.
Ha esordito nella nazionale maggiore il 12 agosto 2009, giocando titolare l'amichevole contro la Bulgaria. Tra il 2009 e il 2013 ha totalizzato sedici presenze con una rete all'attivo. L'unico gol realizzato in nazionale risale all'amichevole contro l'Austria del 7 giugno 2011, nel corso della quale fu anche espulso per doppia ammonizione.

## Statistiche

### Cronologia presenze e reti in nazionale
| Cronologia completa delle presenze e delle reti in nazionale ― Lettonia | Cronologia completa delle presenze e delle reti in nazionale ― Lettonia | Cronologia completa delle presenze e delle reti in nazionale ― Lettonia | Cronologia completa delle presenze e delle reti in nazionale ― Lettonia | Cronologia completa delle presenze e delle reti in nazionale ― Lettonia | Cronologia completa delle presenze e delle reti in nazionale ― Lettonia | Cronologia completa delle presenze e delle reti in nazionale ― Lettonia | Cronologia completa delle presenze e delle reti in nazionale ― Lettonia |
| Data                                                                    | Città                                                                   | In casa                                                                 | Risultato                                                               | Ospiti                                                                  | Competizione                                                            | Reti                                                                    | Note                                                                    |
| ----------------------------------------------------------------------- | ----------------------------------------------------------------------- | ----------------------------------------------------------------------- | ----------------------------------------------------------------------- | ----------------------------------------------------------------------- | ----------------------------------------------------------------------- | ----------------------------------------------------------------------- | ----------------------------------------------------------------------- |
| 12-8-2009                                                               | Sofia                                                                   | Bulgaria                                                                | 1 – 0                                                                   | Lettonia                                                                | Amichevole                                                              | -                                                                       |                                                                         |
| 22-1-2010                                                               | Malaga                                                                  | Corea del Sud                                                           | 1 – 0                                                                   | Lettonia                                                                | Amichevole                                                              | -                                                                       |                                                                         |
| 3-3-2010                                                                | Luanda                                                                  | Angola                                                                  | 1 – 1                                                                   | Lettonia                                                                | Amichevole                                                              | -                                                                       |                                                                         |
| 5-6-2010                                                                | Milton Keynes                                                           | Ghana                                                                   | 1 – 0                                                                   | Lettonia                                                                | Amichevole                                                              | -                                                                       |                                                                         |
| 18-6-2010                                                               | Kaunas                                                                  | Lituania                                                                | 0 – 0                                                                   | Lettonia                                                                | Coppa del Baltico 2010                                                  | -                                                                       |                                                                         |
| 19-6-2010                                                               | Kaunas                                                                  | Estonia                                                                 | 0 – 0                                                                   | Lettonia                                                                | Coppa del Baltico 2010                                                  | -                                                                       |                                                                         |
| 11-8-2010                                                               | Liberec                                                                 | Rep. Ceca                                                               | 4 – 1                                                                   | Lettonia                                                                | Amichevole                                                              | -                                                                       |                                                                         |
| 3-9-2010                                                                | Riga                                                                    | Lettonia                                                                | 0 – 3                                                                   | Croazia                                                                 | Qual. Euro 2012                                                         | -                                                                       | 76’                                                                     |
| 7-9-2010                                                                | Attard                                                                  | Malta                                                                   | 0 – 2                                                                   | Lettonia                                                                | Qual. Euro 2012                                                         | -                                                                       |                                                                         |
| 17-11-2010                                                              | Kunming                                                                 | Cile                                                                    | 1 – 0                                                                   | Lettonia                                                                | Amichevole                                                              | -                                                                       |                                                                         |
| 7-6-2011                                                                | Graz                                                                    | Austria                                                                 | 3 – 1                                                                   | Lettonia                                                                | Amichevole                                                              | 1                                                                       | 84’, 88’                                                                |
| 6-9-2011                                                                | Riga                                                                    | Lettonia                                                                | 1 – 1                                                                   | Grecia                                                                  | Qual. Euro 2012                                                         | -                                                                       |                                                                         |
| 7-10-2011                                                               | Riga                                                                    | Lettonia                                                                | 2 – 0                                                                   | Malta                                                                   | Qual. Euro 2012                                                         | -                                                                       |                                                                         |
| 11-10-2011                                                              | Fiume                                                                   | Croazia                                                                 | 2 – 0                                                                   | Lettonia                                                                | Qual. Euro 2012                                                         | -                                                                       |                                                                         |
| 28-5-2013                                                               | Duisburg                                                                | Lettonia                                                                | 3 – 3                                                                   | Turchia                                                                 | Amichevole                                                              | -                                                                       | 23’ 46’                                                                 |
| 7-6-2013                                                                | Riga                                                                    | Lettonia                                                                | 0 – 5                                                                   | Bosnia ed Erzegovina                                                    | Qual. Mondiali 2014                                                     | -                                                                       |                                                                         |
| Totale                                                                  |                                                                         | Presenze                                                                | 16                                                                      |                                                                         | Reti                                                                    | 1                                                                       |                                                                         |

## Palmarès

### Club
- Campionato lettone: 4

Ventspils: 2008
Liepāja: 2015
Spartaks: 2016, 2017
- Coppa di Scozia: 1

Dundee United: 2009-2010